# 에바 마테스
에바 마테스(Eva Mattes, 1954년 12월 14일 ~ )는 오스트리아, 독일의 배우이다. 1979 칸 영화제에서 샐리 필드와 함께 여자배우상을 공동수상했다.

## 출연 작품
- 《에너미 앳 더 게이트》(2001년) - 마더 필리포프 역
- 《로라의 별》(2004년)
- 《롱 샤도우스》(2008년)
- 《샘스 인 럭》(2012년)
- 《롤랜드 클릭: 더 하트 이즈 어 헝그리 헌터》(2013년)
- 《피버》(2014년)